# Manuel Pesci
Manuel Pesci, né le 2 avril 1995 à Castiglion Fiorentino, est un coureur cycliste italien.

## Biographie
En 2013, Manuel Pesci remporte une étape du Giro di Basilicata chez les juniors (moins de 19 ans). Il intègre ensuite le club Altopack-San Marino en 2014 pour ses débuts espoirs (moins de 23 ans).
Lors de la saison 2016, il chute lourdement lors d'une course à Ponsacco et se fracture l'humérus ainsi que deux os des vertèbres. Il parvient néanmoins à reprendre la compétition. En 2018, il se classe deuxième et troisième d'étapes sur le Tour de Bihor, cinquième du Grand Prix cycliste de Gemenc et du Tour de Serbie. Les années suivantes, il brille principalement dans le calendrier amateur italien. 

## Palmarès
- 2013
  - 2e étape du Giro di Basilicata
  - 2e du Gran Premio Pretola
- 2016
  - 3e du Trofeo SS Addolorata
- 2018
  - 2e du Gran Premio Città di Lastra a Signa
- 2019
  - Giro del Casentino
  - 2e du Giro delle Due Province
  - 2e du Gran Premio Industria del Cuoio e delle Pelli
  - 3e de la Coppa Lanciotto Ballerini
- 2021
  - 2e du Trofeo Città di Montelupo
  - 2e de la Coppa Città di Ovada
  - 3e du Gran Premio dell'Industria di Civitanova Marche
- 2022
  - Trofeo Città di San Giovanni Valdarno[3]

## Classements mondiaux
| Année           | 2018 |
| --------------- | ---- |
| UCI Europe Tour | 945e |